# 坎迪诺平面球形图

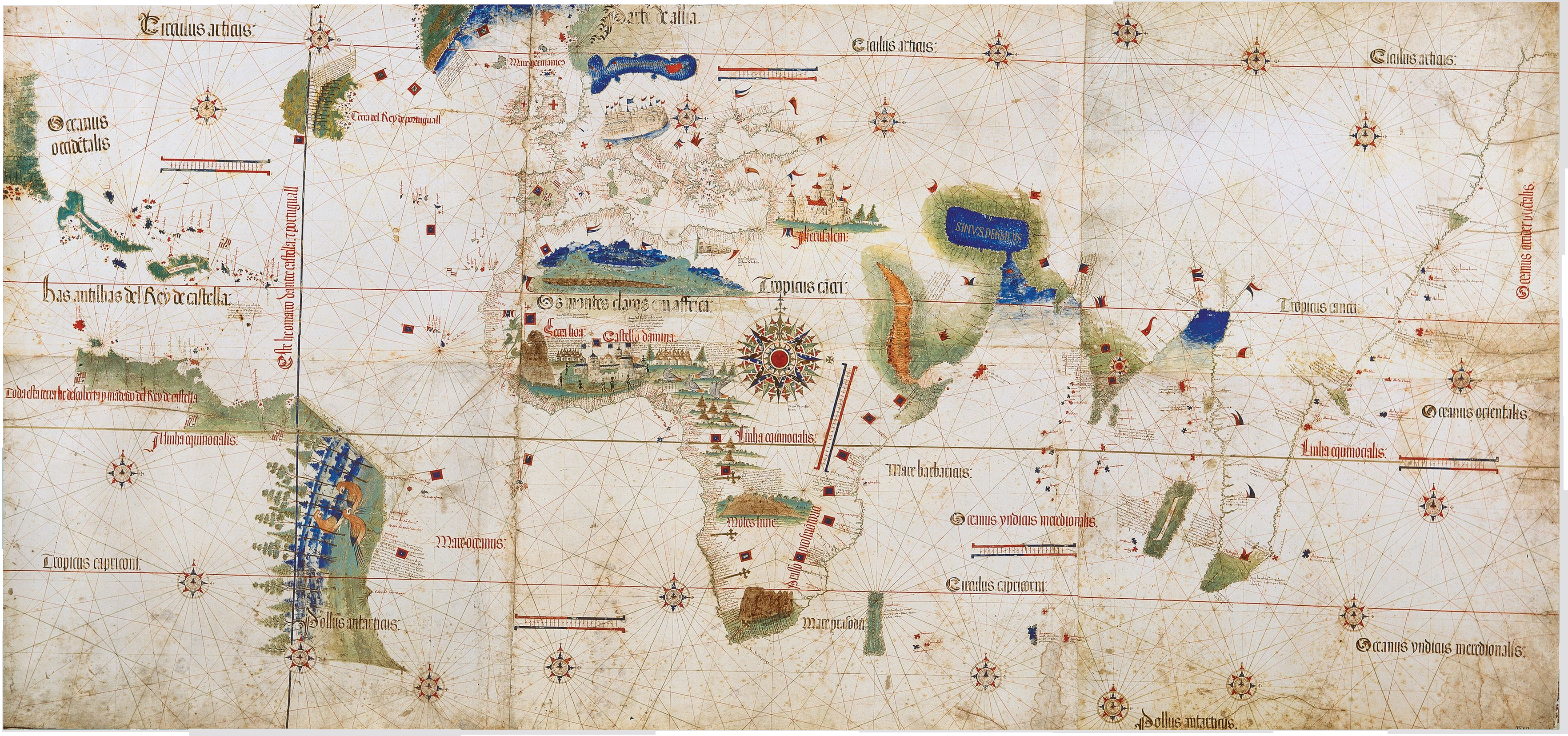
坎迪诺平面球形图(1502), 意大利摩德纳埃斯特博物馆

坎迪诺平面球形图（Cantino planisphere），又称坎迪诺世界地图（Cantino World Map）是现存最早的显示葡萄牙在东方和西方的地理發现的地图。它以费拉拉公爵的一个特工阿尔贝托·坎迪诺（Alberto Cantino）的名字命名，他于1502年成功从葡萄牙将其偷带到意大利。地图特别之处是描绘了出巴西海岸的零碎的记录，该区域由葡萄牙探险家佩德罗·阿尔瓦雷斯·卡布拉尔于1500年发现，地图还以惊人的准确性和详细度描绘了大西洋和印度洋的非洲海岸。
旧地图由3大羊皮纸制成，被保存在费拉拉公爵图书馆大约90年，直到教皇克雷芒八世将其转移到意大利摩德纳另一个宫殿。两个多世纪后，1859年，宫殿遭到洗劫，地图丢失。同一年，它被埃斯特博物馆馆长朱塞佩·博尼（Giuseppe Boni）在一家肉店发现。目前，坎迪诺平面球形图被保存在摩德纳纳埃斯特博物馆。